# Лючжи
Лючжи́ (кит. упр. 六枝, пиньинь Liùzhī) — особый район городского округа Люпаньшуй провинции Гуйчжоу (КНР).

## История
Во времена империи Цин в 1731 году был создан Ландайский комиссариат (郎岱厅). После Синьхайской революции в Китае была проведена реформа структуры административного деления, в результате которой комиссариаты были упразднены, поэтому в 1913 году Ландайский комиссариат был преобразован в уезд Ландай (郎岱县).
После вхождения этих мест в состав КНР в конце 1949 года был создан Специальный район Аньшунь (安顺专区), и уезд вошёл в его состав. 18 апреля 1956 года уезд был передан в состав Специального района Синъи (兴义专区), но уже 18 июля Специальный район Синъи был расформирован, и уезд вернулся в состав Специального района Аньшунь.
Постановлением Госсовета КНР от 26 мая 1960 года уезд Ландай был расформирован, а вместо него был создан городской уезд Лючжи (六枝市). Постановлением Госсовета КНР от 20 октября 1962 года городской уезд Лючжи был преобразован в обычный уезд Лючжи (六枝县).
В середине 1960-х годов в КНР началась программа массового развития внутренних районов страны, вошедшая в историю как «Третий фронт». В июне 1964 года ЦК КПК принял решение о развитии добычи угля в уездах Лючжи, Паньсянь и Шуйчэн. В 1966 году 8 коммун из состава уездов Лючжи, Пудин и Чжэньнин-Буи-Мяоского автономного уезда были выделены в отдельный Особый район Лючжи (六枝特区), а уезд Лючжи был вновь переименован в Ландай.
В 1970 году был создан Округ Люпаньшуй (六盘水地区), в состав которого перешёл, в частности, Особый район Лючжи (к которому был присоединён уезд Ландай) из состава Округа Аньшунь (安顺地区).
В декабре 1978 года округ Люпаньшуй был преобразован в городской округ.

## Административное деление
Особый район делится на 3 уличных комитета, 9 посёлков, 1 волость и 5 национальных волостей.

## Экономика
В Лючжи расположен углехимический комбинат Meijin Energy (металлургический кокс, удобрения, технический углерод и водородное топливо).

## Транспорт
Важное значение имеет скоростная автомагистраль Лючжи — Аньлун.